# Pallenoides spinulosum
Pallenoides spinulosum är en havsspindelart som beskrevs av Stock, J.H. 1955. Pallenoides spinulosum ingår i släktet Pallenoides och familjen Callipallenidae. Inga underarter finns listade i Catalogue of Life.